# Gerco Schröder
Gerco Bernardus ("Gerco") Schröder (Tubbergen, 28 de julho de 1978) é um ginete holandês, especialista em saltos. 

## Carreira
Gerco Schröder representou seu país nos Jogos Olímpicos de 2004, 2008 e 2012, na qual conquistou a medalha de prata nos saltos por equipe, e a prata no individual, em Londres 2012. 